# 克努特 (北極熊)
克努特（德語：Knut，德語發音：[ˈknuːt] ⓘ；2006年12月5日－2011年3月19日）是一隻出生於德國柏林動物園的北極熊，出生時被母熊棄養，後由當地的飼養員撫養長大，成為該園區30多年來第一隻活過幼年期的北極熊寶寶。克努特在世時一度成為國際爭議性話題，但牠還是成為該動物園的一大亮點，獲得了商業上的成功。
克努特在世期間，德國小報《图片报》引用了一位動物權利行动主义者的言論來譴責圈養這隻幼熊的行為，這樣的舉動不只引來世界各地的粉絲支持人類親手撫養牠，還有許多孩子們在動物園外對《圖片報》的言論表達抗議，也有世界各地民眾透過電子郵件和信件來表達對幼崽生命的同情。另外在牠一生當中成為大眾媒體當中的關注重點，因而在這一股熱潮當中出現與克努特相關的玩具、媒體特輯、DVD、以及書籍等。伴隨這隻幼崽對柏林動物園當來巨大經濟效益，在2007年的入園人數估計增加30%，並帶來大約500萬歐元的收入，因此在那一年成為開園163年來盈利最多的一年。
2011年3月19日，克努特在園內圍欄的水池中意外溺水身亡，享年四歲。2015年8月，科學家研究出其死亡主因可能為罹患抗NMDA受體腦炎。

## 幼年期

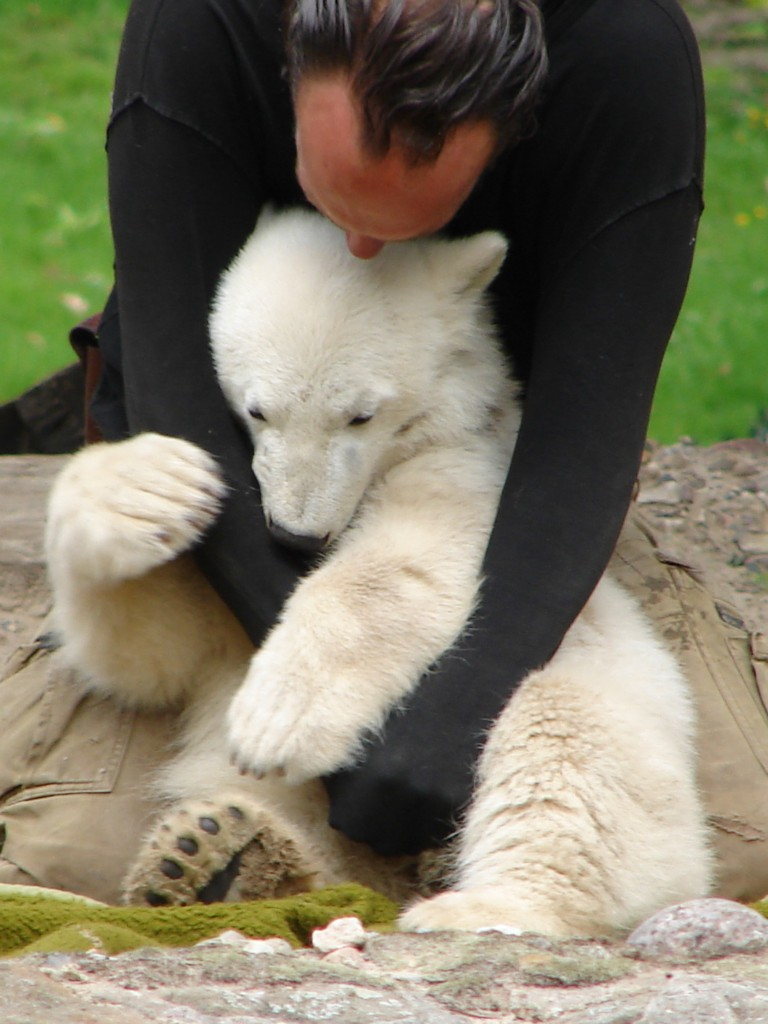
托馬斯·多夫萊因（Thomas Dörflein）在2007年5月和克努特一起玩耍

克努特出生於柏林動物園，其母熊是出生於加拿大，曾是東德馬戲團表演者的20歲托斯卡（Tosca），而其公熊是托斯卡的13歲伴侶拉爾斯（Lars），來自慕尼黑海拉布倫動物園（Tierpark Hellabrunn）。在顺利的妊娠後，2006年12月5日，托斯卡生下克努特和牠未命名的兄弟，然而托斯卡出於不明原因將牠們棄養在北極熊圍欄的一塊岩石上，隨後動物園飼養員用加長的漁網將這兩隻幼崽從圍欄中撈出並救了牠們，不過四天后克努特的兄弟因感染而夭折。儘管如此，克努特仍然成為30多年來第一隻在柏林動物園出生並存活的北極熊。一開始，牠的體型只有豚鼠那麼大。在保溫箱待了44天之後，動物園飼養員托馬斯·多夫萊因開始撫養牠。
由於克努特需要全天候照顧，因此飼養員多弗萊因不僅晚上睡在克努特睡箱旁的床墊上，而且每天還要與這隻幼崽玩耍、洗澡和餵食。克努特的飲食從每兩小時喝一瓶混合魚肝油的嬰兒配方奶粉做開始，在牠四個月大時開始喝混合貓糧和維生素的牛奶粥。多弗萊因也在這段期間陪伴克努特參加每天兩次、每次一小時的公眾表演，因此與這隻幼崽一起出現在許多影片和照片中。結果，多弗萊因在德國小有名氣，而被授予柏林功績勳章，以表彰他對幼崽的持續照顧，只不過在2008年9月22日因心臟病發逝世，享年44歲。

## 爭議與媒體報道
2007年3月初，德國小報《圖片報》刊登了動物權利行動主義者弗蘭克·阿爾布雷希特的一段話，宣稱該動物園讓牠活下去是違反動物保護法的，因此克努特應該要被殺死，而不是由人類撫養，隨後亚琛動物園園長沃爾夫拉姆·格拉夫-魯道夫（Wolfram Graf-Rudolf）同意阿爾布雷希特的觀點，並表示動物園飼養員應該要在該隻熊被拒絕照顧時讓牠死去，且認為牠每次都會在與其照顧者分開的時候會「死一點」 。當這件事情被報導出來後，一群孩子舉起「克努特必須活下去」和「我們愛克努特」等標語牌在動物園表達抗議，而許多民眾大量發送電子郵件和信件去要求饒恕這隻幼崽的生命，柏林動物園員工不但支持照料這隻小北極熊，而且還發誓不會傷害牠，甚至拒絕對牠實施安樂死的建議。
阿爾布雷希特事後表示，他最初的目的是引起人們對法律的關注，而不是想让克努特安乐死。他在2006年12月對萊比錫動物園採取了法律行動，阻止該動物園去殺死一隻被母親遺棄的懶熊幼崽，然而他的案件因為「人類飼養這種動物違反了自然法」而被駁回，因此在回應對他的批評時，僅表示將兩隻幼崽進行比較而已。经此事件的宣传，克努特不仅在国内，还在国际上闻名。

## 對外亮相

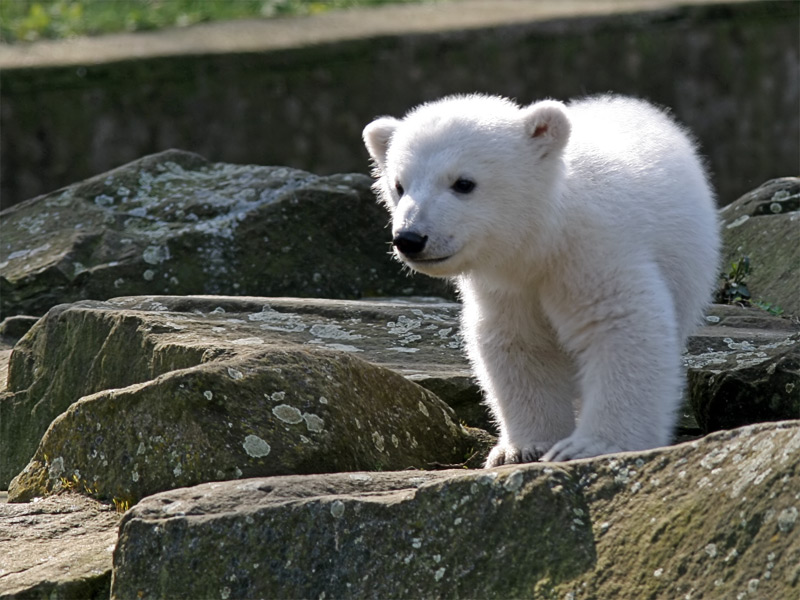
克努特在2007年3月於柏林動物園內首次公開亮相

克努特在2007年3月23日首次向民眾公開亮相，而在那一天，大約有400名新聞記者前往柏林動物園報導這隻幼崽首次向全世界觀眾公開露面的情況。由於克努特在很小的時候就成為了全球媒體的焦點，因此在牠的第一年裡，許多關於牠的健康福祉的成長故事和錯誤資訊就流傳開來。例如在2007年4月16日，克努特因右上犬牙生長引起疼痛而從展覽中被移出，但初步報告稱，牠患有一種未知的疾病，隨後服用了抗生素。當地時間2007年4月18日下午三點前不久，動物園收到一封寫著「Knut ist tot! Donnerstag Mittag」 （克努特將在週四中午被殺死！）的匿名郵件，因此當地警方加強了對這隻熊周圍的安全措施，不過在這隻熊的威脅保護期間，並沒有發生任何意外事件。
儘管《明鏡周刊》在2007年4月30日報道稱，隨著年齡的增長，克努特會逐漸變得不那麼可愛，不過克努特在那年夏天仍然為該動物園帶來了創紀錄的遊客人數。2007年7月，當七個月大的克努特，其體重達到50公斤（110磅）時，由於園方擔心飼養員的安全，因此取消克努特原定每天兩次的公開露面，隨後園方發言人雷吉娜·達姆（Regine Damm）表示要讓這隻熊「與其他熊交往，而不是與其他人交往。」在克努特與馬來西亞黑熊幼崽恩斯特（Ernst）以及其母熊住在同一個圍欄內之後，克努特被移至牠的獨居生活空間。雖然遊客人數從最多的3月和4月開始減少，但克努特在2007年剩餘天數內仍然是該動物園的一大亮點，而該動物園在2007年8月以40萬名遊客寫下最高入園人數紀錄。

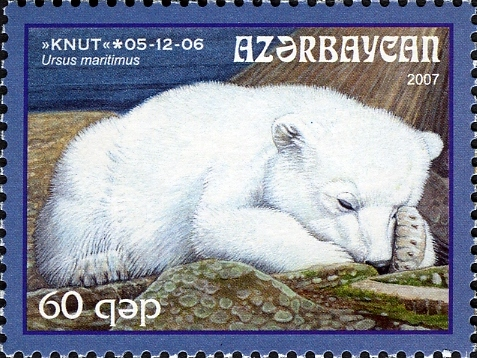
阿塞拜疆的紀念克努特誕生一周年郵票

到2007年下半年時，國際上仍持續報導克努特和牠在動物園的生活，其中包括園方為了要克制克努特在嚴冬中生存所必需的自然體重而開始限制進食，進而成為德國以外的頭條新聞。在這段期間，牠每天的進食次數從四餐減少到三餐，而小北極熊喜歡吃的牛角面包等食物也受到限制。而在九月，克努特在圍欄內的一塊濕岩石上滑倒時摔傷了腳，引起了全世界粉絲的關注。
2007年11月，體重超過90公斤（198磅）的克努特在此時被認為對人類太危險而不適合近距離接觸，因此進一步減少牠與飼養員互動的機會。不過德國電視台現場直播了這隻幼崽一歲生日的慶祝活動，並吸引數百名兒童參與活動，而柏林造幣廠也鑄造了25萬枚特別紀念銀幣以紀念牠的生日。克努特在柏林動物園的角色包括成為其他動物園的“有吸引力的種畜”，以幫助保護牠的物種。2007年12月，弗洛克在類似的情況下在紐倫堡動物園出生，《圖片報》稱她為“克努特夫人”，並暗示這兩隻德國出生的北極熊在成熟後可能會成為伴侶。

## 2008至2010年

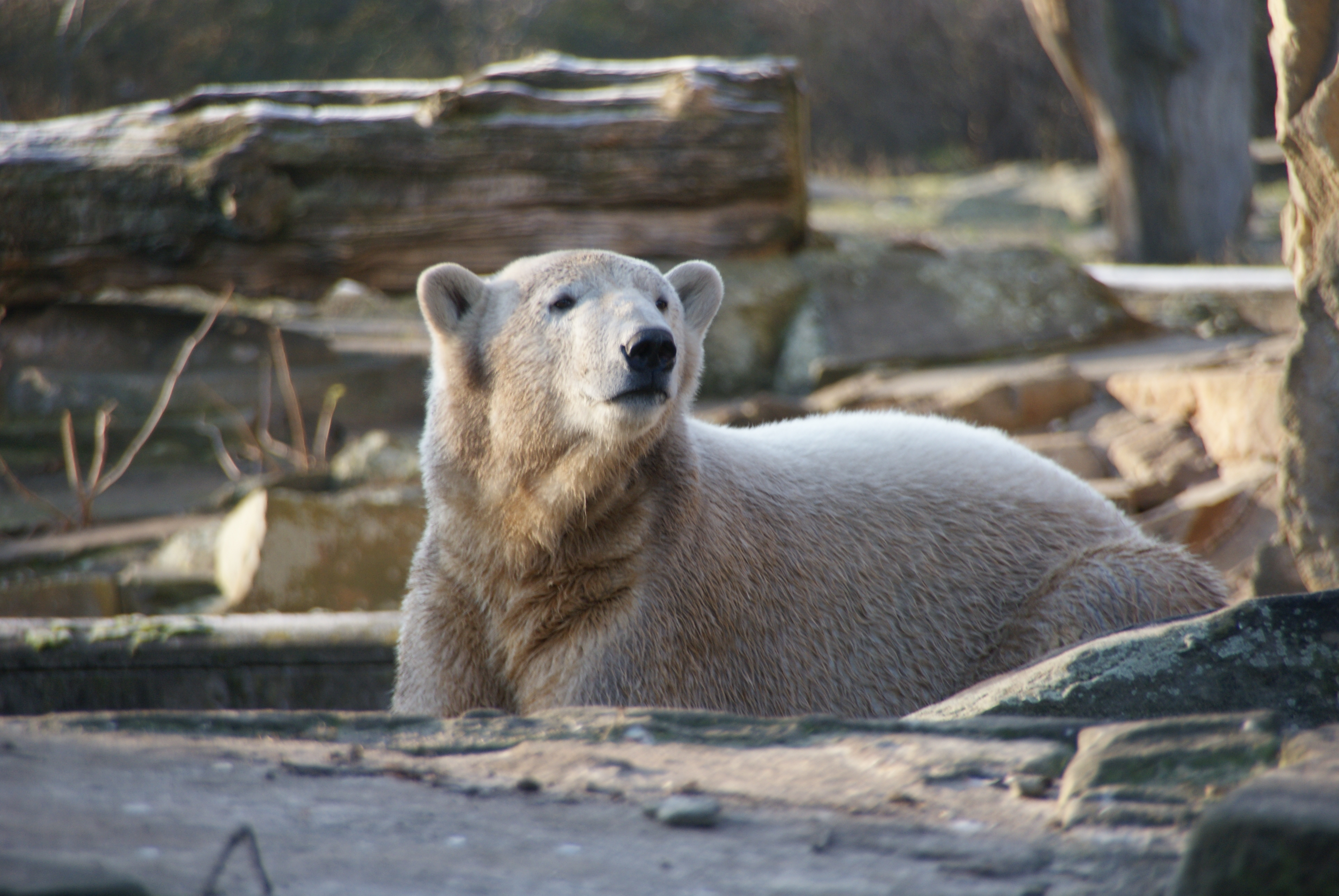
2歲的克努特，2008年12月

據報道，克努特在柏林動物園首次公開亮相一年後其體重已超過130公斤（286磅）。在牠和動物園遊客之間豎立著一塊六英寸厚的玻璃板，其強度足以抵抗迫擊砲爆炸。2008年3月下旬，幫助飼養克努特的飼養員之一馬庫斯·羅布克（Markus Röbke）報告說，這隻熊應該盡快離開動物園，以幫助牠適應獨處的生活，另外他也提到克努特顯然很想念過去照顧牠的飼養員托馬斯·多夫萊因，並且早已經習慣了這樣的生活，以至於牠在沒有飼養員靠近其圍欄時就會哭泣，因此羅布克說道：「這必須改變，因為克努特需要這樣的觀眾。」同年四月，動物福利活動人士批評園方同意讓克努特去殺死並吃掉其圍欄周圍水池中的十條鯉魚，並宣稱這違反了德國動物保護法規。然而，動物園的熊科專家海納·克洛斯（Heiner Klös）表示克努特的行為是北極熊生活的一部分。
2008年7月，有消息指出克努特父親所在的德國北部新明斯特動物園要起訴柏林動物園，要求從克努特的成功中獲取利潤。儘管柏林動物園根據先前的協議承認了新明斯特動物園對克努特的所有權，但園方聲稱對方並無權獲得其收益。新明斯特動物園先前曾試圖與柏林動物園進行談判，不過在後來尋求法院做出對他們有利的裁決。新明斯特動物園園長彼得·德魯瓦（Peter Drüwa）表示柏林動物園一方不想將克努特從牠的圍欄中移走，但新明斯特動物園一方有權要求金錢。就在克努特兩歲生日前不久，有報導稱這隻熊因為體型太大而無法適應這狹小圍欄空間，因此必須被轉移到另一個動物園，不過柏林動物園後來發出聲明表示希望留克努特在園內，而柏林市長克勞斯·沃維雷特（Klaus Wowereit）也希望克努特留在首都。2009年5月19日，柏林動物園提出從新明斯特動物園購買克努特，並否認了對方對這隻兩歲北極熊的經濟要求。儘管新明斯特動物園為這隻熊定為70萬歐元，但柏林動物園表示不會支付超過35萬歐元（488,145美元）的任何一分錢，隨後在同年7月8日，柏林動物園同意支付43萬歐元（599,721美元）予新明斯特動物園，並且讓克努特留在柏林動物園內繼續展出。

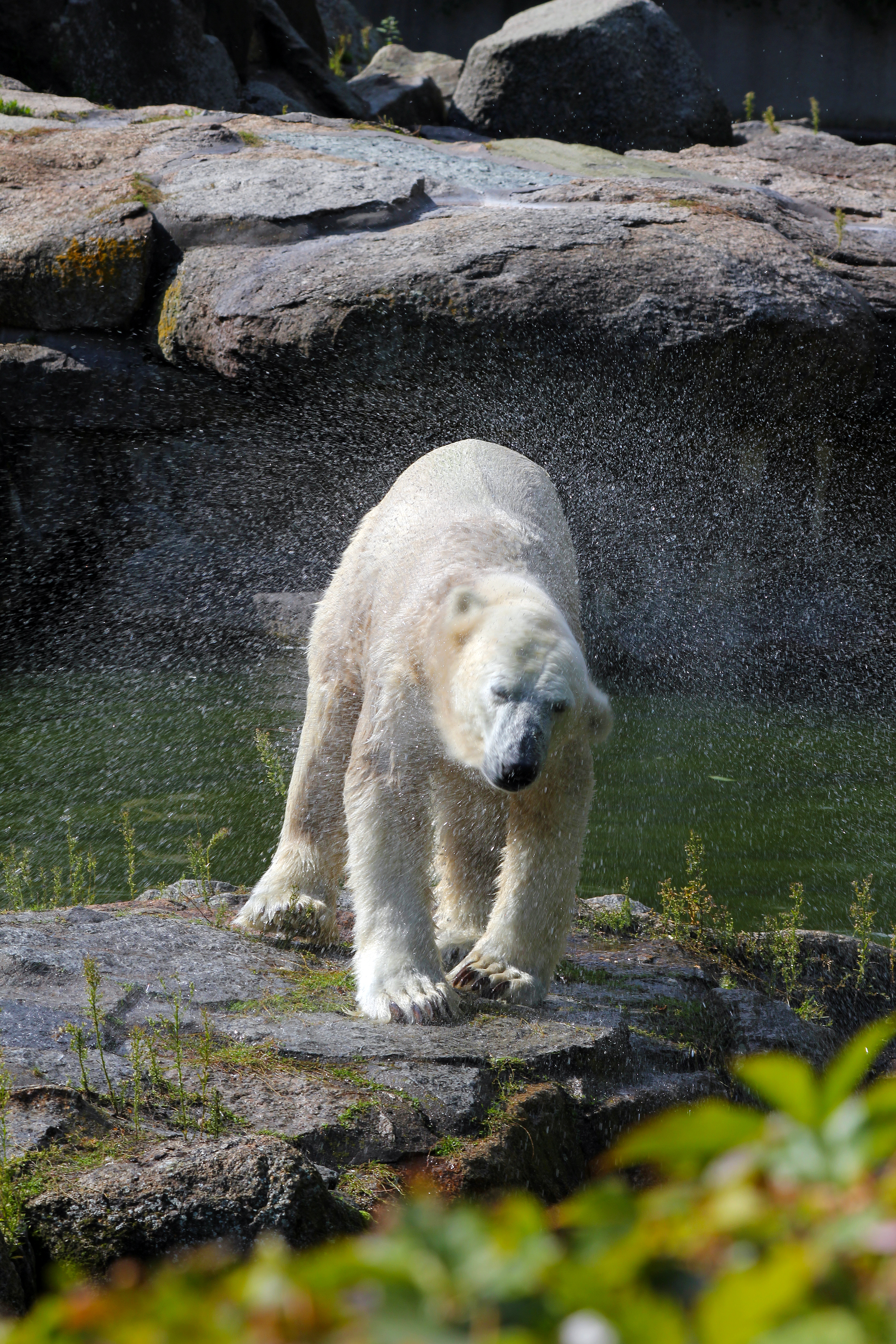
克努特上岸之後甩乾其身體，2010年9月

喬凡娜（Giovanna）是一隻與克努特年齡大致相同的雌性北極熊，於2009年9月伴隨她的圍欄需要做維修時暫時從慕尼黑海拉布倫動物花園轉移到柏林動物園與克努特共享其圍欄，並在同年9月23日對外公開亮相。她的到來引起了國際關注，因為許多消息來源認為這兩隻北極熊（儘管性不成熟）很快就會「約會」。然而在2010年3月，善待动物组织德國分會在知曉克努特和喬凡娜共有一個祖父而呼籲柏林動物園對克努特進行閹割，以避免近親繁殖，據善待動物組織發言人也是三年前公開克努特親手養育言論的動物權利行動主義者弗蘭克·阿爾布雷希特（Frank Albrecht）說，牠們的後代將威脅到德國北極熊種群的遺傳多樣性，不過柏林動物園對此事不予回應，只是指出喬凡娜在柏林的停留仍然是暫時的，最終在2010年8月，喬凡娜在她的圍欄修復完成後被搬回慕尼黑。
在克努特去世之前，牠與三隻雌性北極熊（南希、卡特尤莎和牠的母親托斯卡）共用一個圍欄。然而根據報導指出，年長的北極熊對年輕的雄性北極熊具有攻擊性，導致在2010年底時就有新聞媒體質疑克努特是否受到霸凌。一位柏林動物園飼養員不同意新聞媒體的說法，並公開表示：「目前克努特還不是成年雄性，因此還不瞭解如何像牠父親那樣獲得尊重。但日復一日，他正在強加自己，並隨著時間的推移，這類問題將會消失。”

## 逝世
2011年3月19日，四歲的克努特在牠的圍欄裡倒地身亡。有目擊者稱，該隻熊的左後腿開始顫抖，隨後抽搐數次並向後跌入池中，因此在現場大約600至700名動物園遊客就這樣目睹了克努特意外猝逝。3天後，柏林動物園發表一份關於屍檢的聲明，說明“克努特的腦部發生顯著變化，這可能被視為猝死的原因”，然而德國動物福利組織在最初卻指責園方玩忽職守，聲稱克努特因被迫與三隻雌性北極熊共用圍欄而造成壓力而死亡，不過園方否認了這種說法，並由北極熊館館長海納·克洛斯（Heiner Klös）對外表示飼養員們「竭盡全力照顧克努特——北極熊在動物園裡與其他北極熊一起生活是很正常的，我們的想法是，克努特應該向年長的雌性北極熊學習社交行為和其他技能…牠和其他熊一起玩耍，牠很放鬆，也很堅強。」克努特的突然去世引起了國際社會的悲痛，數百名粉絲在這隻熊猝逝後參觀了動物園，並在圍欄附近留下了鮮花和紀念品，而柏林市長克劳斯·沃韦赖特（Klaus Wowereit）表示：「我們都非常珍惜克努特。牠就是柏林動物園的明星動物。」
2011年4月1日，病理學專家宣布克努特的直接死因是溺水，並說明這隻熊因為罹患腦炎而造成明顯的癲癇發作，因此判斷腦部腫脹可能是由感染引起的。雖然目前尚不清楚是什麼感染導致腦部腫脹，但病理學家認為這是一種病毒。儘管克努特沒有表現出生病的症狀，但病理學家認為「這種疑似感染肯定已經存在至少幾週，甚至可能到幾個月的很長時間了。」2014年1月，萊布尼茨動物園和野生動物研究所在《比較病理學雜誌》上發表了克努特的完整屍檢結果，顯示這隻熊的腦部損傷非常嚴重，因此有專家推測牠患有病毒引起的腦炎，隨後在2015年8月就有人發現克努特死於抗NMDA受體腦炎。

## 紀念

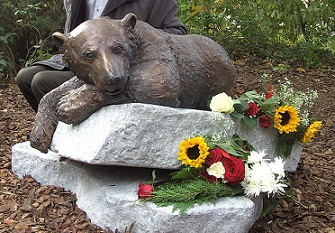
柏林動物園的紀念雕塑「克努特－夢想家」（青銅和花崗岩），由雕塑家約瑟夫·塔巴奇尼克製作

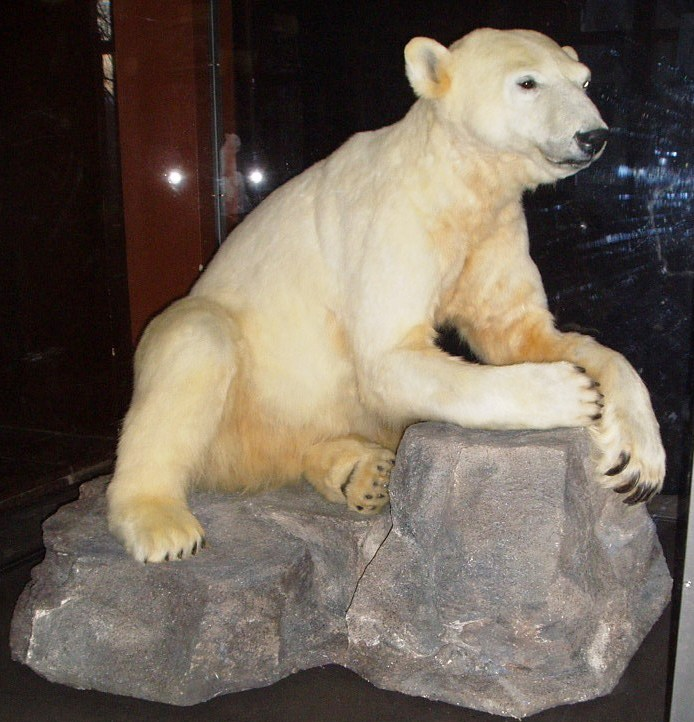
2013年3月的克努特個體標本，展示於柏林自然歷史博物館

柏林動物園計劃用粉絲的捐款資助來為克努特豎立一座紀念碑，而柏林動物園之友主席托馬斯·齊奧爾科（Thomas Ziolko）對此表示：「克努特將永遠活在許多遊客的心中，但為子孫後代建造一座紀念碑，以保存對這種獨特動物個性的記憶，這一點是很重要的。”2012年10月24日，柏林動物園揭幕了烏克蘭藝術家約瑟夫·塔巴奇尼克創作的青銅雕塑「克努特－夢想家」，並展示了這隻熊「在岩石上做夢般地伸展身體」。
雖然克努特的個體標本將在柏林自然歷史博物館展出時，引起了粉絲們對這件事的一些爭議，但仍然在2013年2月16日於博物館門口大廳公開展示一件覆蓋著克努特毛皮的全尺寸雕塑，並將用於舉辦有關氣候變遷和環境保護的展覽。博物館發言人傑辛·施泰納（Gesine Steiner）表示：“我們明確說明不是把克努特的個體塞滿，而是一件具有藝術價值的原始皮毛雕塑。”
2013年6月13日至9月1日，克努特的個體標本一度在荷蘭萊頓的荷蘭國家自然史博物館自然生物多樣性中心展出。隨後在2014年7月28日，當一個曾經獲得動物剝製標本世界冠軍獎的柏林自然歷史博物館舉辦“動物標本剝制術亮點”特別展覽時，克努特的個體標本被送回該博物館展覽，並將成為未來幾年內的展覽亮點。

## 對外影響

### 商業行為

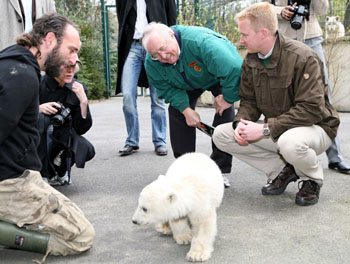
克努特與飼養員多夫萊因和美國駐德大使威廉·蒂姆肯，2007年4月

柏林動物園於2007年3月下旬將「Knut」（克努特）註冊為商標，結果在柏林證券交易所的股價從之前的2,000歐元，上漲到一週後的收盤價4,820歐元。園方報告稱，2007年的參觀人數估計增加了30%，成為開園163年來史上利潤最高的一年。克努特在當年為柏林動物園賺近500萬歐元，主要歸功於遊客數量的增加以及商品銷售量的增加等。
許多公司透過開發鈴聲和毛絨玩具等主題產品，從而對克努特的關注中獲利。毛絨玩具公司史黛芙生產了多種基於北極熊克努特的毛絨玩具，其中包括坐式、站立式和躺式等三種尺寸和型號。首批2,400件量產玩具僅在柏林動物園獨家銷售，僅在四天內完全售罄，另外從史黛芙的交易中籌集出來的資金打算用於翻新動物園內的北極熊圍欄。糖果製造公司哈瑞寶從2007年4月開始推出一種覆盆子口味的小熊軟糖，名為「Cuddly Knut」。他們承諾每賣出一桶「Knut」軟糖，就會捐贈十美分給柏林動物園。隨後小熊軟糖銷售優異，以至於這家總部位於波恩的公司不得不將其生產擴大到第二家工廠來滿足消費者的需求。
克努特在德國被設定為多首流行歌曲的主題，其中最成功的是來自克珀尼克的9歲凱蒂所創作的單曲克努特很可愛和克努特，小北極熊。在英國，音樂喜劇演員米奇·本在BBC廣播四台的節目《The Now Show》表演了四首關於克努特的歌曲，分別為The Baby Bear Must DIE!（中譯：熊寶寶必須去死！）、Knut isn't Cute Anymore（中譯：克努特不再可愛）、Goodbye Knut（中譯：再見克努特）、和Panda in Berlin（中譯：柏林的熊貓）。柏林-勃蘭登堡廣播公司的一名記者上載一篇關於北極熊最新動態的博客，該公司也負責每週在德國播出的有關北極熊幼崽的電視節目。克努特也是多部DVD製片的主題，其中包括一張光碟題為「克努特 – 北極熊托兒所的故事」。2007年3月29日，克努特出現在德國《名利場》雜誌的封面上，其中有幾頁內容是關於這隻幼崽的生活。
2007年5月1日，紐約Turtle Pond出版社宣布與柏林動物園簽署了《克努特》全球出版權協議，並希望提高人們對全球暖化問題的意識。這本名為《Knut, der kleine Eisbärenjunge》（中譯：小北極熊克努特）的44頁書籍由克雷格·哈特科夫及其兩個女兒朱莉安娜（Juliana）和伊莎貝拉（Isabella）共同撰寫，內含克努特的生平故事以及之前未出版的照片，儘管在德國已經出版了多本有關克努特的書籍，但這本書是第一本獲得柏林動物園授權出版的書籍，並於2007年7月26日由Ravensburger在德國出版。美國學樂出版集團於同年11月在美國發行英文版，並命名為《克努特：一隻小北極熊如何吸引世界》（Knut: How one little polar bear captivated the world），隨後這本書的版權也已出售給日本、英國、墨西哥、中國和義大利的出版商。
2007年12月31日，柏林動物園園長證實園方已收到好萊塢電影製片人阿什·R·沙阿（其電影包括《直搗超王星號》和《海底大冒險》）的熊生活動畫電影製作提案，據報道，沙阿與柏林動物園簽署了一份價值高達350萬歐元的電影製片合約。電影（中譯：克努特和牠的朋友）由邁克爾·約翰遜執導，不但講述了克努特在母親拋棄牠後如何獲救的故事，還講述了來自北極的北極熊家族和來自白俄羅斯的兩隻棕熊幼崽的故事，而這部電影在2008年3月2日於德國柏林公開首映後，克努特就藉此首次亮相大銀幕。

### 環境議題
柏林動物園董事會的傑拉爾德·烏利希博士表示，由於廣受歡迎的克努特不但成為了一種交流手段，並且牠有能力以一種友好的方式來吸引人們對環境的關注，因此德國環境部長（Sigmar Gabriel）正式採用克努特作為2008年在波恩舉行的瀕危物種會議的吉祥物。克努特在柏林動物園首次亮相後不久，部長會見克努特並評論說：「儘管克努特得到了安全的照顧，但全世界的北極熊都處於危險之中，如果克努特能夠幫助這一事業，那是一件好事。」
攝影師安妮·萊柏維茲（Annie Leibovitz）拍攝了克努特的照片並在環保運動中使用，其中包括2007年5月發行《名利場》綠色特刊收錄克努特被疊加到與美國演員的合照。另外，在「德國環境部長幫助阻止全球暖化運動」的標誌以及2008年特別發行的郵票上也出現了北極熊的圖案，而那張郵票在2008年4月9日正式發行時，印有大約一歲大的克努特與（中譯：保護全世界的自然）口號。

## 外部連結
- . （原始内容存档于2019-09-25） （英语）.
- .   [2024-02-05]. （原始内容存档于2014-12-24） （德语）.
- Turtle Pond Productions website for Knut: How one little polar bear captivated the world （页面存档备份，存于）